# Johannes van Overbeek

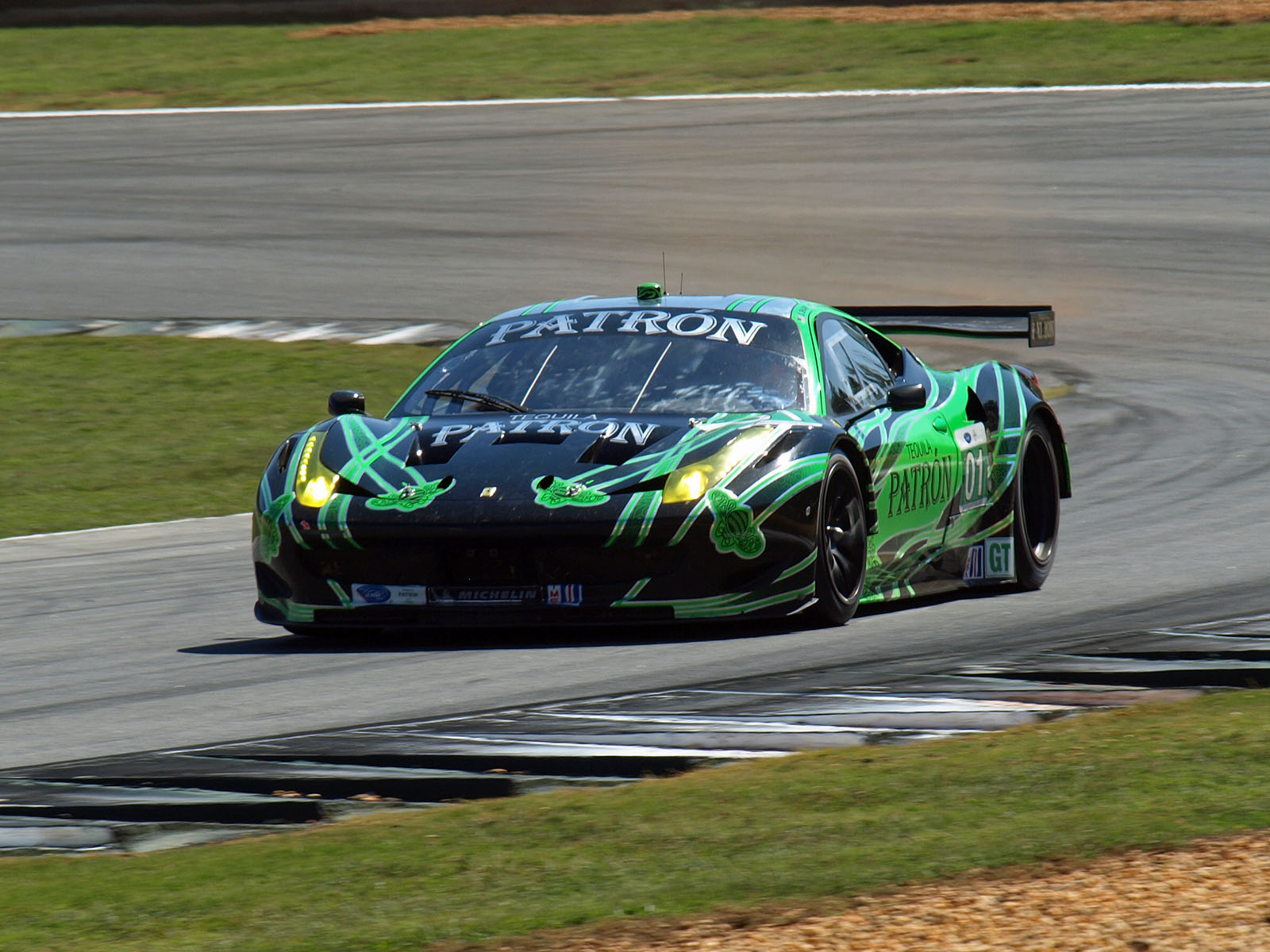
Johannes van Overbeek im Ferrari 458 Italia beim Qualifikationstraining zum Petit Le Mans 2011

Johannes Thomas van Overbeek (* 14. April 1973 in Sacramento) ist ein ehemaliger US-amerikanischer Autorennfahrer.

## Karriere im Motorsport
Nach Anfängen im Kartsport begann van Overbeek 1995 mit dem GT-Sport und erreichte in seiner ersten kompletten Rennsaison in der SCCA National Championship den dritten Gesamtrang. 1999 stieg er mit einem BMW M3 der Prototype Technology Group ein und erreichte in seiner Debüt-Saison in dieser Rennserie den dritten Rang in der Endwertung der GT-Klasse der American Le Mans Series. In den folgenden Jahren blieb er in der American Le Mans Series und fuhr parallel auch in anderen Rennserien, wie der Speedvision World Challenge und der Grand-Am Sports Car Series, wo er 2003 ebenfalls Gesamtdritter in der GT-Klasse (Fahrzeug Porsche 996 GT3-R) wurde.
Zwischen 1999 und Anfang der Saison 2016 bestritt van Overbeek 200 Sportwagenrennen. Neben zwei Gesamtsiegen konnte er 9 Kassenerfolge feiern. Zwischen 2004 und 2008 platzierte er sich fünf Mal in Folge unter den ersten Drei der Endwertung der GT bzw. GT2-Klasse der American Le Mans Series. 2004 und 2006 wurde er Vizemeister; 2005, 2007 und 2008 Gesamtdritter. 2012 errang er erneut die Vize-Meisterschaft.
Seit 2010 fährt Johannes van Oberbeek im Team des US-amerikanischen Getränke-Milliardärs Ed Brown. Im Jänner 2016 feierte er mit diesem Team und den Fahrerpartnern Brown, Scott Sharp und Luís Felipe Derani auf einem Ligier JS P2 mit dem Gesamtsieg beim 24-Stunden-Rennen von Daytona seinen bisher größten Erfolg im internationalen Sportwagensport. Nach dem Petit Le Mans 2018 erklärte er seinen Rücktritt vom aktiven Rennsport.
Johannes van Overbeek lebt mit seiner Ehefrau und zwei Söhnen in Oakland.

## Statistik

### Le-Mans-Ergebnisse
| Jahr | Team                      | Fahrzeug            | Teamkollege      | Teamkollege | Platzierung | Ausfallgrund |
| ---- | ------------------------- | ------------------- | ---------------- | ----------- | ----------- | ------------ |
| 2005 | Flying Lizard Motorsports | Porsche 911 GT3 RSR | Lonnie Pechnik   | Seth Neiman | Rang 13     |              |
| 2006 | Flying Lizard Motorsports | Porsche 991 GT3-RSR | Patrick Long     | Seth Neiman | Rang 18     |              |
| 2007 | Flying Lizard Motorsports | Porsche 997 GT3 RSR | Jörg Bergmeister | Seth Neiman | Ausfall     | Getriebe     |
| 2008 | Flying Lizard Motorsports | Porsche 997 GT3 RSR | Jörg Bergmeister | Seth Neiman | Rang 32     |              |
| 2015 | Extreme Speed Motorsports | Ligier JS P2        | Ed Brown         | Jon Fogarty | Rang 15     |              |
| 2016 | Extreme Speed Motorsports | Ligier JS P2        | Ed Brown         | Scott Sharp | Rang 16     |              |

### Sebring-Ergebnisse
| Jahr | Team                       | Fahrzeug            | Teamkollege        | Teamkollege        | Teamkollege        | Platzierung | Ausfallgrund |
| ---- | -------------------------- | ------------------- | ------------------ | ------------------ | ------------------ | ----------- | ------------ |
| 1999 | Prototype Technology Group | BMW M3              | Mark Simo          | Brian Cunningham   |                    | Ausfall     | Differential |
| 2000 | Prototype Technology Group | BMW M3 E46          | Boris Said III     | Hans-Joachim Stuck |                    | Ausfall     | Bremsdefekt  |
| 2004 | Flying Lizard Motorsports  | Porsche 911 GT3-RSR | Darren Law         | Jon Fogarty        |                    | Rang 12     |              |
| 2006 | Flying Lizard Motorsports  | Porsche 996 GT3-RSR | Marc Lieb          | Jon Fogarty        |                    | Rang 9      |              |
| 2007 | Flying Lizard Motorsports  | Porsche 996 GT3-RSR | Marc Lieb          | Jörg Bergmeister   |                    | Rang 13     |              |
| 2008 | Flying Lizard Motorsports  | Porsche 997 GT3 RSR | Richard Lietz      | Patrick Pilet      |                    | Rang 20     |              |
| 2009 | Flying Lizard Motorsports  | Porsche 997 GT3 RSR | Darren Law         | Seth Neiman        |                    | Rang 11     |              |
| 2010 | Extreme Speed Motorsports  | Ferrari F430 GTC    | Dominik Farnbacher | Scott Sharp        |                    | Ausfall     | Mechanik     |
| 2011 | Extreme Speed Motorsports  | Ferrari 458 Italia  | Dominik Farnbacher | Scott Sharp        |                    | Ausfall     | Unfall       |
| 2011 | Extreme Speed Motorsports  | Ferrari 458 Italia  | Guy Cosmo          | Scott Sharp        |                    | Ausfall     | Unfall       |
| 2012 | Extreme Speed Motorsports  | Ferrari 458 Italia  | Guy Cosmo          | Scott Sharp        |                    | Rang 43     |              |
| 2013 | Extreme Speed Motorsports  | HPD ARX-03b         | Ed Brown           | Anthony Lazzaro    |                    | Rang 13     |              |
| 2014 | Extreme Speed Motorsports  | HPD ARX-03b         | Ed Brown           | Simon Pagenaud     |                    | Rang 5      |              |
| 2015 | Tequila Patron ESM         | HPD ARX-03b         | Ed Brown           | Jon Fogarty        |                    | Ausfall     | Defekt       |
| 2016 | Tequila Patron ESM         | Ligier JS P2        | Ed Brown           | Scott Sharp        | Luís Felipe Derani | Gesamtsieg  |              |
| 2017 | Tequila Patron ESM         | OnRoak Nissan DPi   | Ed Brown           | Bruno Senna        | Brendon Hartley    | Ausfall     | Defekt       |
| 2018 | Tequila Patron ESM         | OnRoak Nissan DPi   | Nicolas Lapierre   | Luís Felipe Derani |                    | Gesamtsieg  |              |